# Direktor Čampa
Drama Direktor Čampa je delo slovenskega pisatelja in dramatika Jožeta Kranjca.

## Osebe
- Čampa, direktor
- Marija, Kodrička, Koruza, Bernard, vzgojitelji
- Ivan Križaj, suplent
- Zina Sušnikova, učenka
- Zalar, brezposelni delavec
- Šolski sluga
- Marjeta, snežilka
- Inšpektor
- Ženska
- Učenke
- Stražniki
- Sobarica
- Čampov sinček

## Vsebina

### 1. dejanje
Čampa bi se rad otresel Marije, ki mu je že deset let ljubiva, čustva so minila, zdaj se uveljavlja pamet: družina, otroci odraščajo, treba je ohraniti svoj položaj za vsako ceno. Marija ne more razumeti, saj je teh deset let bistvo njenega življenja, joče, prosi, se slepi s praznim upanjem. Zaman, Čampi je njena čustvenost zgolj odveč. Tudi z novim suplentom Križajem je kar se da jasen: na šoli se bo učilo, kakor hoče on, to je, podpirati je treba državo in se izogibati vsega, kar ji ni v korist. Križajeve ugovore avtokratsko zavrne, prav tako zavrne žensko, ki pride prosit za svojo nečakinjo Zino; pri tej je Kodrička našla letake in ljubezenska pisma, kar je Čampa napihnil v velik greh, vreden najstrožje obsodbe. Ko še sili vzgojitelje, naj na bližnjih volitvah volijo državno listo, je Križaju dovolj, glasno pove, da so volitve svobodne in da njega na volišče ne bo; isto obljubita drug drugemu, seveda po tihem, tudi Koruza in  Bernard. Čampa posvari Križaja, naj ne začenja borbe z njim, za ljudi, ki ne spoštujejo reda, discipline in ubogljivosti, ne bo imel usmiljenja!

### 2. dejanje
Na zaslišanju pred učiteljskim zborom Zina izpove svojo življenjsko zgodbo: s skrajnim naporom si služi kruh, živi med brezposelnimi delavci Delte in jim pomaga, s širjenjem letakov je le izpolnila svojo delavsko dolžnost! Toda učitelje bolj zanimajo ljubezenska pisma, radi bi slišali podrobnosti. Križaj se upre, Zino odpelje ven, Čampi in kolegom zabrusi, da nimajo pravice do moralnih obsodb, in ogorčen odide. Podpre ga le Marija, ki javno vpraša, če obstaja kak paragraf  za to, kar je Čampa  storil njej? In delavcem Delte, iz katerih je dolgo vlekel dobiček, pred časom pa jih s konkurzom pahnil v brezposelnost? In tistim, ki jih sili, da pljunejo na  svoje prepričanje in se čez noč prekrstijo? Za prave grehe ni paragrafa, le za Zino je, njo bodo obsodili … kako grdo je vse to! Vtem se vrne Križaj in oznani, da Zina izstopa iz šole, kot njen zaročenec ima pravico odločati o njeni usodi. 

### 3. dejanje
Na dan volitev Čampa pošilja k učiteljem slugo s pozivom na volišče. Križaj vrže slugo čez prag. Koruza in Bernard pa iz strahu za službo pozabita na svojo zaobljubo. Pri Zini je bila policija, zasegli so material, ki bremeni starejšega Čampovega sina, pri Čampi doma je že preiskava. Splošno razburjenje še povečuje Marija, ki kot zmedena blodi po šoli in nenehoma joče.

### 4. dejanje
Čampa je Križaja ovadil, besen pa je tudi na Marijo, ki je njegovi ženi napisala  anonimno pismo; surovo ji pove, da je ni nikdar ljubil, nanjo da ga je vezala le čutnost, ta pa je zdaj, ko se je postarala, minila. Marija spozna, na kako podlega človeka je vezala svoje življenje, do kraja obupana odide, kasneje pa kolegi vznemirjeno pripovedujejo, da je prišla v razrede, božala učenke in jim stiskala roke, kakor da se poslavlja … Za Čampo je vse to le teater, kolege povabi na prijateljski večer pri sebi doma. Vtem pride uradni akt: Križaj je z današnjim dnem odpuščen iz službe. 

### 5. dejanje
Žena je Čampo zapustila, na ˝prijateljskem˝ večeru je hudo nervozen, učitelji pa si po tihem izmenjujejo alarmantne novice: Križaj je dobil službo pri Delavskem Glasu, kjer bodo obnovili afero ob konkurzu Delte; da je Čampov sin zaprt, da je Marija doma, a na trkanje ne odgovarja … Pod okni demonstrirajo delavci Delte, Križaj pa pride Čampi povedat, da se je boj začel in da bo zmaga njihova. A Čampa se le smeje, še zmeraj se čuti gospodarja: kot so se demonstranti pred policijo razbežali, se bodo tudi Križajeve grožnje izkazale za prazno peno! Tedaj plane v sobo objokana Zina: Marija se je zastrupila, s policijo so vdrli k njej in jo našli mrtvo. Križaj vrže prepadenemu Čampi v obraz: Zločinec!

## Uprizoritve
Prvi zabeležen datum uprizoritve je 2. oktober 1935 v SNG Drama Ljubljana.